# Simon Costin
Pour les articles homonymes, voir Costin.
 (juillet 2021).
Simon Costin, né le 28 mars 1964 est un artiste britannique. Designer et compositeur numérique, il est un collaborateur du styliste Alexander McQueen pour lequel il a réalisé des performances lors de présentation Mc Queen ou Givenchy. Également collaborateur des créateurs Roberto Cavalli et Antonio Berardi.
Costin impose sa technique et connecte le monde de l'art contemporain et celui de l'art visuel vidéo et événementiel d'une sensibilité plus grand public (mainstream). Il est le directeur du musée du folklore britannique.